# FC Herne
FC Herne is een Belgische voetbalclub uit Herne. De club is aangesloten bij de KBVB met stamnummer 5934 en heeft groen en rood als kleuren. Herne speelt in de Brabantse provinciale reeksen. De bijnaam van de club is FC Jeirn. 'Jeirn' is het lokale dialect voor 'Herne'.

## Geschiedenis
In Herne werd op 19 november 1955 voetbalclub FC Herne opgericht. De club sloot zich aan bij het Katholiek Sportverbond, een met de Belgische Voetbalbond concurrerende amateurbond. Na een jaar, op 2 augustus 1956, maakte de club de overstap naar de Belgische Voetbalbond, waar men stamnummer 5934 kreeg toegekend. Herne ging er in de laagste provinciaal reeksen van start.
In het begin speelde men op een terrein aan de Rendries, waar de garage van de eigenaar als kleedkamer werd gebruikt. In 1973 verhuisde men naar een terrein aan de Imbeekstraat. Ook hier was weinig infrastructuur aanwezig en men kleedde zich om in de kelder van het restaurant Castel van de clubvoorzitter, een kilometer van het terrein. In 1980 werd de club kampioen in Vierde Provinciale.
Herne bleef in de lagere provinciale reeksen spelen. In 2006 verhuisde men naar een nieuw terrein aan de Hernekouter, naast de gemeentelijke sporthal.
In 2013 promoveerde de ploeg naar Tweede Provinciale.
Een paar seizoenen later zakten ze weer naar Derde Provinciale, om in seizoen 2018-2019 weer te promoveren.
Het seizoen 2021/2022 speelde FC Herne in de Tweede Provinciale Brabant B. De eerste twee competitiematchen werd er gelijk gespeeld. 1-1 en 2-2 tegen respectievelijk KFC Meise en Leeuw Brucom. De derde wedstrijd tegen Lennik werd met 5-0 verloren. Ook tegen Mazenzele-Opwijk verloor men, dit keer met 0-2. Dan pas werd er voor een eerste keer gewonnen. Dit was met 2-3 van KHO Huizingen. ook de derby in Galmaarden werd met 2-1 verloren. Herne won nog met 3-0 van Leeuwkens Teralfene. Na 12 speeldagen stond men veertiende met 10 punten. Er werden 2 wedstrijden gewonnen, 6 keer verloren en 4 keer gelijk gespeeld. 
Het volgende seizoen 2022/23 speelde Herne in Tweede Provinciale Brabant A. De eerste wedstrijd van het seizoen speelde men 1-1 gelijk tegen Verbroedering Beersel Drogenbos. Ook de tweede wedstrijd werd een gelijkspel, ditmaal 2-2 tegen Kester-Gooik. Na 11 speeldagen stond Herne dertiende met 12 punten. FC Herne verloor zijn uitwedstrijd op rivaal Galmaarden met 3-1. FC Herne kon het behoud in Tweede Provinciale verzekeren door op 30 april thuis te winnen tegen Leeuwkens Teralfene. Dit gebeurde ook, het werd 4-2. Toch was Herne niet zeker van het behoud. Alle ploegen die boven Herne stonden wonnen namelijk ook, waardoor er nog een barragematch moest gespeeld worden tegen Standaard Meerbeek. FC Herne won met 1-4 en bleef dus in Tweede Provinciale.

## Logo
Het logo van FC Herne toont de clubkleuren (groen en rood) en een voetbal aan de top.

## Jeugd
FC Herne heeft veel jeugdreeksen, gaande tot U21. Hierna volgen de beloften, gevolgd door de P4 (spelen in Vierde Provinciale) en de eerste ploeg.

## Rivaliteit
De rivaal van FC Herne is FC Galmaarden, uit de naburige gemeente Galmaarden. Wedstrijden tussen beide ploegen zijn altijd sfeervol, ook in de jeugdreeksen.

## Stadion en complex
In het begin speelde men op een terrein aan de Rendries, waar de garage van de eigenaar als kleedkamer werd gebruikt. In 1973 verhuisde men naar een terrein aan de Imbeekstraat. Ook hier was weinig infrastructuur aanwezig en men kleedde zich om in de kelder van het restaurant Castel van de clubvoorzitter, een kilometer van het terrein. De kleedkamers een kantine staan nog steeds in een weide aan de Imbeekstraat. FC Herne speelt momenteel op een veld aan de Hernekouter. Hier is tevens een sporthal gevestigd. Het nieuwe kunstgrasveld werd ingehuldigd op 31 augustus 2018 door Roberto Martinez, de toenmalige bondscoach van het Belgische nationale elftal.